# 吉田誠一
吉田 誠一（よしだ せいいち、1931年1月19日 - 1987年10月28日）は、日本の英文学者、翻訳家。
神奈川県横浜市出身。東京外国語大学英米語科卒業。横浜市立大学教授を務めた。また、日本英文学会会員であった。

## 翻訳
- 『法廷外裁判』（ヘンリイ・セシル、早川書房） 1960年、のち文庫
- 『名探偵群像』（シオドー・マシスン、創元推理文庫） 1961年
- 『ギデオン警視と部下たち』（J.J.マリック、早川書房、世界ミステリシリーズ） 1961年
- 『13のショック』（マティスン、早川書房、異色作家短篇集10） 1962年
- 『殺人鬼登場』（ヘンリイ・スレッサー、早川書房、世界ミステリシリーズ） 1962年
- 『迷宮課事件簿』（ロイ・ヴィカーズ、村上啓夫,小倉多加志共訳、早川書房） 1962年、のち文庫
- 『事件当夜は雨』（ヒラリイ・ウォー、早川書房） 1963年、のち創元推理文庫
- 『泣きねいり』（ドロレス・ヒッチェンズ、早川書房、世界ミステリシリーズ） 1963年
- 『夜の終り』（ジョン・D.マクドナルド、創元推理文庫） 1963年
- 『ビロードの悪魔』（ジョン・ディクスン・カー、早川書房） 1965年、のち文庫
- 『第五惑星の娘たち』（リチャード・ウイルスン、創元推理文庫） 1965年
- 『呪われた者たち』（ジョン・D.マクドナルド、早川書房、世界ミステリシリーズ） 1965年
- 『メランコリイの妙薬』（レイ・ブラッドベリ、早川書房、異色作家短篇集5） 1965年
- 『破局』（デュ・モーリア、早川書房、異色作家短篇集14） 1965年
- 『007専科 007へ愛をこめて』（シェルダン・レーン編、共訳、早川書房） 1966年
- 『よろこびの機械』（レイ・ブラッドベリ、早川書房） 1966年、のち文庫
- 『桃色の悪夢』（ジョン・D.マクドナルド、早川書房、世界ミステリシリーズ） 1966年
- 『原子の帝国』（A・E・ヴァン・ヴォークト、創元推理文庫） 1966年
- 『時の声』（J・G・バラード、創元推理文庫） 1966年
- 『悪魔の聖者 小説マルキ・ド・サド』（ガイ・エンドア、早川書房） 1967年
- 『年刊SF傑作選 第3』（ジュディス・メリル編、創元推理文庫） 1968年
- 『殺しのダンディズム』（デレク・マーロウ、早川書房、ハヤカワ・ノヴェルズ） 1968年
- 『縮みゆく人間』（リチャード・マティスン、早川書房） 1968年、のち文庫
- 『囁きの霊園』（イーヴリン・ウォー、早川書房、ブラック・ユーモア選集2） 1970年
- 『テネブラ救援隊』（ハル・クレメント、創元推理文庫） 1970年
- 『黙示録3174年』（ウォルター・M・ミラー・ジュニア、創元推理文庫） 1971年
- 『拷問の世界史』（ダニエル・P・マニックス、講談社） 1974年、のち改題『人間はどこまで残虐になれるか』（講談社+α文庫）
- 『アンクル・アブナーの叡知』（メルヴィル・D.ポースト、ハヤカワ文庫） 1976年
- 『マックス・カラドスの事件簿』（アーネスト・ブラマ、創元推理文庫） 1978年
- 『ソーラー・ポンズの事件簿』（オーガスト・ダーレス、創元推理文庫） 1979年
- 『ビッグ・ボウの殺人』（イズレイル・ザングウィル、ハヤカワ文庫） 1980年
- 『螺旋階段の闇』（エリザベス・ルマーチャンド、講談社文庫） 1981年
- 『死時計』（ディクスン・カー、創元推理文庫） 1982年
- 『もうひとつの肌』（ジョン・ホークス、関桂子共訳、国書刊行会、ゴシック叢書） 1983年
- 『鑢 名探偵ゲスリン登場』（フィリップ・マクドナルド、創元推理文庫） 1983年
- 『タフ・ガイは踊らない』（ノーマン・メイラー、早川書房） 1985年
- 『深夜の密使』（ディクスン・カー、創元推理文庫） 1988年